# Pamphobeteus nigricolor
Espèce
Synonymes
- Lasiodora nigricolor Ausserer, 1875

Pamphobeteus nigricolor est une espèce d'araignées mygalomorphes de la famille des Theraphosidae.

## Distribution
Cette espèce est endémique de Colombie. Elle se rencontre vers Bogota .
Sa présence est incertaine au Brésil.

## Description

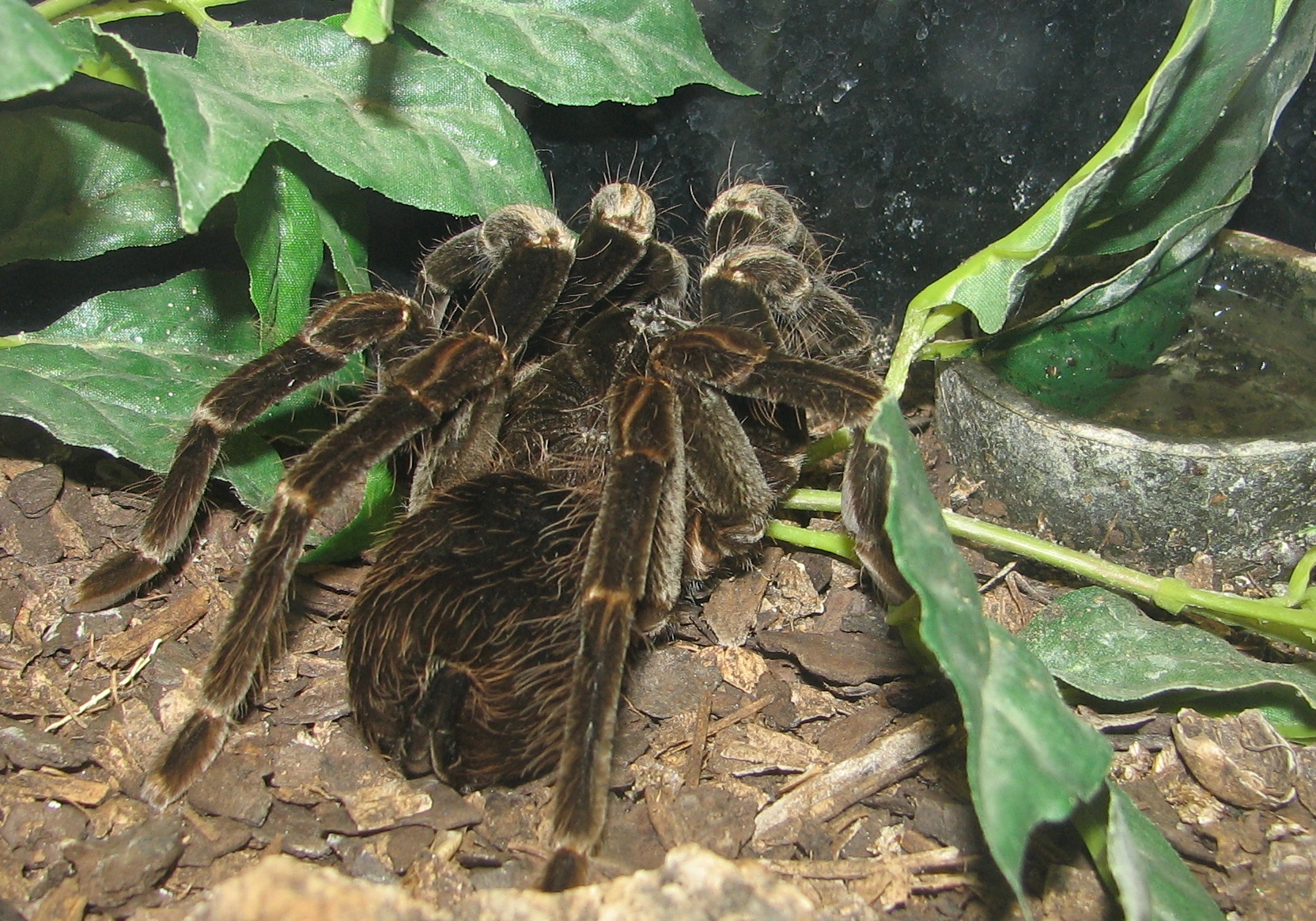
Pamphobeteus nigricolor

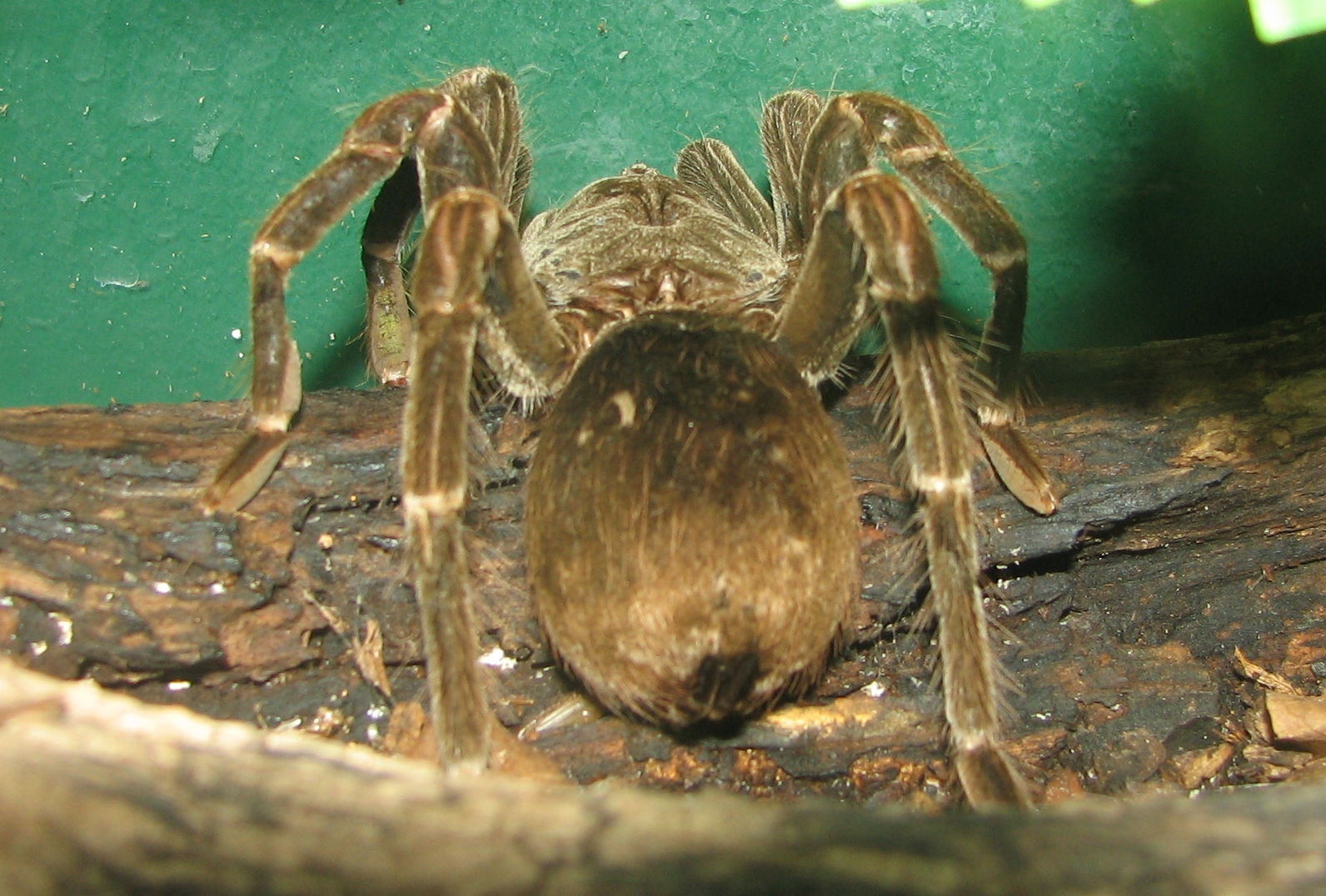
Pamphobeteus nigricolor

Le mâle décrit par Sherwood, Gabriel, Brescovit et Lucas en 2022 mesure 57,7 mm et la femelle 57,6 mm.

## Systématique et taxinomie
Cette espèce a été décrite sous le protonyme Lasiodora nigricolor par Ausserer en 1875. Elle est placée dans le genre Pamphobeteus par Pocock en 1901.

## Publication originale
- Ausserer, 1875 : « Zweiter Beitrag zur Kenntniss der Arachniden-Familie der Territelariae Thorell (Mygalidae Autor). » Verhandlungen der kaiserlich-königlichen zoologisch-botanischen Gesellschaft in Wien, vol. 25, p. 125-206 (texte intégral).